# Mario Zurkowski
Mario Zurkowski (* 28. März 1988 in Gelsenkirchen) ist ein deutscher Basketballtrainer.

## Leben
Zurkowski arbeitete als Jugendtrainer bei SC Hassel und CSG Bulmke, ehe er 2010 in den Nachwuchsbereich des BSV Wulfen wechselte. Im Vorfeld der Saison 2012/13 wurde er neben seinen Aufgaben in der Jugendarbeit Assistent von Cheftrainer Heimo Förster bei der Wulfener Herrenmannschaft in der zweiten Basketball-Bundesliga Pro B.
Zur Saison 2014/15 wechselte er zum Herner TC und betreute dort als Trainer die Mädchen des HTC in der Weiblichen-Nachwuchs-Basketball-Bundesliga (WNBL). Anfang Mai 2015 gewann der HTC unter Zurkowskis Leitung den Meistertitel in der WNBL. Im Spieljahr 2015/16 war er in Herne WNBL-Trainer und Trainer des HTC II in der Damen-Regionalliga.
Mitte April 2016 vermeldete Damen-Zweitligist Osnabrücker SC Zurkowskis Verpflichtung als Cheftrainer. In der Saison 2018/19 führte er die Niedersächsinnen zur Meisterschaft in der 2. Bundesliga Nord und somit zum Aufstieg in die höchste deutsche Spielklasse, die DBBL. Des Weiteren zog er mit Osnabrück als Zweitligist ins Endspiel um den DBBL-Pokal ein, unterlag dort im März 2019 aber Herne. Er wurde daraufhin in der Stadt Osnabrück als Trainer des Jahres 2019 ausgezeichnet. Im Februar 2020 gab Zurkowski bekannt, Osnabrück am Ende der Saison 2019/20 zu verlassen, um sich einer neuen Aufgabe zu stellen. In der aufgrund der Ausbreitung des Coronavirus SARS-CoV-2 Mitte März abgebrochenen Saison 2019/20 erreichte Osnabrück als Aufsteiger unter Zurkowskis Führung in der Abschlusstabelle der Bundesliga den siebten Platz.
Anfang Juli 2020 wurde er als neuer Cheftrainer des Damen-Zweitligisten Rheinland Lions (zuvor SG Bergische Löwen) aus Bergisch Gladbach vorgestellt, mit denen er die Saison 2020/21 auf dem ersten Platz der 2. Bundesliga Nord beendete und zusätzlich den zweiten Aufstieg in die DBBL seiner Karriere innerhalb von drei Jahren vollbrachte. Zurkowski erreichte 2022 mit den Rheinland Lions die Endspiele um die deutsche Meisterschaft, in denen man Freiburg unterlag. Anfang Januar 2022 zogen sich Zurkowskis Rheinländerinnen auf dem ersten Bundesliga-Tabellenplatz stehend nach der Eröffnung eines Insolvenzverfahrens mit sofortiger Wirkung vom Spielbetrieb zurück.
Ende März 2023 gab Damen-Bundesligist Gisa Lions MBC Zurkowskis Verpflichtung als Sportlicher Leiter bekannt. Zurkowski blieb dennoch wohnhaft in Nordrhein-Westfalen. Zusätzlich seinen Aufgaben beim MBC wurde er bei den Zweitligadamen des VfL Bochum im Individualtraining tätig, übernahm im Laufe der Saison 2023/24 zunächst übergangsweise das Amt des Cheftrainers und im Sommer 2024 dann fest. Seine Tätigkeit als Sportlicher Leiter des MBC setzte gleichzeitig fort.